# Traginopinae
Traginopinae – podrodzina muchówek z podrzędu krótkoczułkich i rodziny Odiniidae.

Schemat użyłkowania skrzydła właściwy dla większości Odiniidae

Muchówki o ciele zwartej budowy, silnie owłosionym. W widoku bocznym ich twarz i łukowate, niekiedy guzkowane czoło leżą mniej więcej w jednej linii. U większości gatunków płytka oczna jest silnie wystająca. Przyoczka są rozmieszczone na planie trójkąta ostrokątnego – odległości pomiędzy przyoczkami tylnymi są wyraźnie mniejsze niż między nimi a przyoczkiem przednim. Linia łącząca wewnętrzne szczecinki ciemieniowe biegnie za tylnymi przyoczkami. Szczecinki zaciemieniowe są odchylone od siebie lub nie występują. Tułów może mieć owłosioną lub nieowłosioną dyskową część tarczki.
Przedstawiciele podrodziny zamieszkują wszystkie krainy zoogeograficzne, z wyjątkiem australijskiej. Najliczniej zasiedlają krainę neotropikalną, a z pozostałych krain znanych jest poniżej 5 gatunków.
Do 2011 roku opisano 28 gatunków z tej podrodziny. Grupuje się je w 10 rodzajach:
- Coganodinia Gaimari et Mathis, 2011
- Helgreelia Gaimari, 2007
- Lopesiodinia Prado, 1973
- Neoschildomyia Gaimari, 2007
- Neotraginops Prado, 1973
- Paratraginops Hendel, 1917
- Pradomyia Gaimari, 2007
- Schildomyia Malloch, 1926
- Shewellia Hennig, 1969
- Traginops Coquillett, 1900